# Gage Ridge
Gage Ridge ist ein 11 km langer und teilweise schneebedeckter Gebirgskamm im ostantarktischen Enderbyland. Er ragt 4 km westlich des Mount Selwood und 9 km nordnordwestlich des Pythagoras Peak in den Tula Mountains auf.
Kartiert wurde er anhand von Luftaufnahmen, die Teilnehmer einer Mannschaft der Australian National Antarctic Research Expeditions im Jahr 1956 anfertigten. Das Antarctic Names Committee of Australia (ANCA) benannte den Gebirgskamm nach Harry Vernon William Brasier Gage (1909–1985), britisches Besatzungsmitglied der RSS Discovery bei der British Australian and New Zealand Antarctic Research Expedition (BANZARE, 1929–1931) unter der Leitung des australischen Polarforschers Douglas Mawson.